# Camí a la glòria
Camí a la glòria (títol original en anglès: Bound for Glory) és una pel·lícula dels Estats Units de 1976, dirigida per Hal Ashby i amb guió de Robert Getchell, adaptació del llibre homònim de Woody Guthrie. És el primer film que va fer servir l'steadicam. Ha estat doblada al català.

## Argument
Història del cantant i compositor Woody Guthrie. Ambientada en l'època de la Gran Depressió (anys 30), presenta el cantant recorrent Amèrica en tren, amb la qual cosa arriba a conèixer molta gent afectada per la misèria més extrema.

## Repartiment
- David Carradine: Woody Guthrie
- Ronny Cox: Ozark Bule
- Melinda Dillon: Mary / Memphis Sue
- Gail Strickland: Pauline
- John Lehne: Locke
- Ji-Tu Cumbuka: Slim Snedeger
- Randy Quaid: Luther Johnson
- Wendy Schaal: Mary Jo Guthrie (la Germana de Woody)
- David Clennon: Carl
- Mary Kay Place: Sue Ann
- Bruce Johnson: Jimmy
- Harry Holcombe: Ministre
- M. Emmet Walsh: Mari
- Brion James: Conductor del pick-up
- James Hong: Copropietari
- Burke Byrnes: Mr. Graham

## Premis[calcitació]
- Oscar a la millor fotografia per a Haskell Wexler
- Oscar a la millor banda sonora per a Leonard Rosenman